# Chiesa di San Geminiano Vescovo
La chiesa di San Geminiano Vescovo è la parrocchiale nel comune italiano di Guiglia, in provincia di Modena. Appartiene al vicariato di Zocca, nell'arcidiocesi di Modena-Nonantola. L'edificio originale risale al XV secolo ed è stato ricostruito nel XIX secolo.

## Storia
Il primo luogo di culto con dedicazione a San Geminiano si trovava nel borgo storico dove era stato edificato anche il castello di Guiglia. Questa chiesa fu forse ricostruita nella seconda metà del XV secolo. A partire dalla metà del secolo successivo ebbe dignità di cappella del vescovo e ottenne la separazione dalla pieve di Trebbio. Tra il 1586 e il 1678 fu oggetto di restauri ed ampliamenti e circa mezzo secolo più tardi venne costruita la cappella dedicata al Rosario, che si aggiunse alle altre già presenti. La sagrestia venne sistemata ed ampliata nel 1726 e circa venti anni più tardi l'intero edificio fu restaurato, e lo stesso nel 1788. La visita pastorale della seconda metà del XIX secolo la dichiarò in pessimo stato e si decise per la sua ricostruzione che partì in quel periodo e il cantiere venne chiuso nel 1891. Alla fine dei lavori l'edificio assunse l'aspetto neoclassico ionico che ci è pervenuto. Durante i lavori si verificarono incidenti, come il crollo della volta ancora non ultimata, e in seguito vennero decorati gli interni dal pittore Fermo Forti, mentre le parti a stucco furono curate da Gaetano Venturi. Gli ultimi interventi strutturali sono stati realizzati all'inizio del secondo decennio del XXI secolo ed hanno interessato le fondamenta. In tale occasione è stato demolita anche la torre campanaria per problemi di stabilità.

## Descrizione

### Esterni
La chiesa si trova nel centro storico del comune italiano di Guiglia, in provincia di Modena. La facciata è neoclassica e si presenta suddivisa orizzontalmente in due parti. Quella inferiore è caratterizzata da lesene ioniche e nella porzione centrale vi si trova il portale di accesso architravato sormontato dal piccolo frontone triangolare. La parte superiore è di minore ampiezza e altezza e al suo centro si apre il grande rosone rotondo che porta luce alla sala. La conclusione del prospetto anteriore è costituito dal grande frontone neoclassico. La copertura del tetto è in coppi in laterizio.

### Interni
La navata interna è unica con struttura a croce latina ma senza ampliamenti laterali del transetto. L'ampiezza della sala è data anche dalle due cappelle per ogni lato. La parte conclusiva nel presbiterio arriva all'abside con catino coperto da una semicupola. La copertura del resto della sala è con volta a botte. La pavimentazione è in ceramica. Dopo l'adeguamento liturgico del presbiterio si è conservato anche l'altare maggiore originale in marmi policromi.